# Bouchegouf
Bouchegouf è un comune dell'Algeria, situato nella provincia di Guelma.